# Grinnerödssjön
Grinnerödssjön är en sjö i Uddevalla kommun i Bohuslän och ingår i Göta älvs huvudavrinningsområde. Sjön är 14 meter djup, har en yta på 0,664 kvadratkilometer och är belägen 99,1 meter över havet. Sjön avvattnas av vattendraget Sollumsån. Vid provfiske har abborre, gädda och mört fångats i sjön.

## Delavrinningsområde
Grinnerödssjön ingår i det delavrinningsområde (645840-127692) som SMHI kallar för Utloppet av Store-Väktor. Medelhöjden är 130 meter över havet och ytan är 23,58 kvadratkilometer. Det finns inga avrinningsområden uppströms utan avrinningsområdet är högsta punkten. Sollumsån som avvattnar avrinningsområdet har biflödesordning 2, vilket innebär att vattnet flödar genom totalt 2 vattendrag innan det når havet efter 70 kilometer. Avrinningsområdet består mestadels av skog (72 procent). Avrinningsområdet har 1,92 kvadratkilometer vattenytor vilket ger det en sjöprocent på 8,1 procent.